# Consolea macracantha
Consolea macracantha ist eine Pflanzenart in der Gattung Consolea aus der Familie der Kakteengewächse (Cactaceae). Das Artepitheton macracantha leitet sich von den griechischen Worten makros für ‚groß‘ sowie akanthos für ‚Dorn‘ ab und verweist auf die langen Dornen der Art.

## Beschreibung
Consolea macracantha wächst stark verzweigt und erreicht Wuchshöhen von bis zu 3 Meter und mehr. Es wird ein Stamm von bis zu 15 Zentimeter Durchmesser ausgebildet, der mit zahlreichen, abspreizenden, bis zu 15 Zentimeter langen Dornen bewehrt ist. Die glänzend grünen, flachen, glatten Triebabschnitte sind länglich bis eiförmig. Es sind ein bis vier kräftige, pfriemliche Dornen vorhanden, die weißlich und bis zu 15 Zentimeter lang sind. Die Dornen können auch fehlen.
Die oft zahlreichen orangegelben Blüten besitzen weit ausgebreitete Blütenhüllblätter.

## Verbreitung, Systematik und Gefährdung
Consolea macracantha ist auf Kuba verbreitet.
Die Erstbeschreibung als Opuntia macracantha erfolgte 1866 durch August Grisebach. Alwin Berger stellte die Art 1926 in die Gattung Consolea.
In der Roten Liste gefährdeter Arten der IUCN wird die Art als „Least Concern (LC)“, d. h. als nicht gefährdet geführt. Die Entwicklung der Populationen wird als stabil angesehen.

## Nachweise